# Есюнино (Костромская область)
Есюнино — деревня в Красносельском районе Костромской области. Входит в состав Прискоковского сельского поселения.

## География
Деревня находится в юго-западной части Костромской области, на расстоянии примерно 9 км (по прямой) к северо-востоку от посёлка городского типа Красное-на-Волге, административного центра района.

### Часовой пояс
Деревня Есюнино, как и вся Костромская область, находится в часовой зоне МСК (московское время). Смещение применяемого времени относительно UTC составляет +3:00.

## История
Деревня впервые упоминается в 1872 году, когда в ней насчитывалось 12 дворов и проживало 98 человек. В 1907 году — 77 дворов и 310 человек.

## Население
| 2008 | 2010 | 2014 |
| ---- | ---- | ---- |
| 27   | ↘9   | ↗32  |

### Национальный состав
Согласно результатам переписи 2002 года, в национальной структуре населения русские составляли 100 % из 36 чел.